# Вулиця Іллі Рєпіна (Тернопіль)
Вулиця Іллі Рєпіна — вулиця в житловому масиві Канада міста Тернополя. Названа на честь українського художника Іллі Рєпіна.

## Відомості
Розпочинається від вулиці Василя Сімовича, пролягає на схід, перетинаючись з вулицями Полковника УПА Омеляна Польового та Євгена Коновальця, закінчується неподалік Співочого поля. На початку вулиці розташовані приватні будинки, ближче до кінця — багатоповерхівки. Перед перехрестям з вулицею Євгена Коновальця на північ відгалужується вулиця Канадська.

## Установи, комерція
- Клініка на колесах «Дар життя» (Іллі Рєпіна, 11)
- Хімчистка килимів (Іллі Рєпіна, 11)
- Заправка швидкої допомоги (Іллі Рєпіна, 11)

## Транспорт
Рух вулицею — двосторонній, дорожнє покриття — асфальт. Громадський транспорт по вулиці не курсує, найближчі зупинки знаходяться на вулиці Михайла Вербицького та проспекті Степана Бандери.